# Кеведо, Карла
Карла Кеведо (исп. Carla Quevedo; 23 апреля 1988, Буэнос-Айрес) —  аргентинская актриса, наиболее известная по ролям в фильме «Тайна в его глазах»  и мини-сериале «Покажите мне героя».

## Биография
Родилась 23 апреля 1988 года в Буэнос-Айресе.
Дебютировала в кино в 2009 году в криминальной драме Хуана Хосе Кампанельи «Тайна в его глазах». Роль Лилианы Колото, жертвы жестокого преступления, принесла Кеведо всемирную популярность, а сам фильм был удостоен ряда престижных кинонаград, включая «Оскар» и «Гойю».
В настоящее время Карла продолжает актёрскую карьеру, а также является дизайнером марки нижнего белья La Belle Rebelle. Проживает как в родном Буэнос-Айресе, так и в Нью-Йорке.
В июне 2019 года Карла Кеведо выпустила свою первую книгу стихов под названием «Me peleé a los gritos con el manager del spa», в которой она рассказывает о феминизме, одиночестве, фобиях и любви.

## Карьера

### Кино
| Год  | Фильм               | Роль           | Примечание             |
| ---- | ------------------- | -------------- | ---------------------- |
| 2009 | Тайна в его глазах  | Лилиана Колото |                        |
| 2012 | Завершение          | Хелена         | короткометражный фильм |
| 2012 | Побочные эффекты    | Алена          | короткометражный фильм |
| 2012 | Апрель в Нью-Йорке  | Валерия        |                        |
| 2013 | Опечатка            | модель         |                        |
| 2013 | 20.000 поцелуев     | Луциана        |                        |
| 2014 | Слияние             | Гейл           |                        |
| 2014 | Богемия             | Богемия        |                        |
| 2015 | Продолжение жизни   | Глория / Диана |                        |
| 2016 | В активном поиске   | Камилль        |                        |
| 2016 | Молодость в Орегоне | Джильда        |                        |

### Телевидение
| Year      | Title                     | Role               | Notes |
| --------- | ------------------------- | ------------------ | ----- |
| 2013-2014 | Лицемеры                  | Валерия Дель Валле |       |
| 2014      | 13 жен Уилсона Фернандеса | Каролина           |       |
| 2015      | Покажите мне героя        | Нэй                |       |

### Театр
| Год  | Название    | Роль  | Примечание                     |
| ---- | ----------- | ----- | ------------------------------ |
| 2013 | Парк Лесама | Лаура | Лицейский театр (Буэнос-Айрес) |

## Награды и номинации
- 2013: Премия Ассоциации кинокритиков Аргентины («Апрель в Нью-Йорке») — лучшая новая актриса (номинация)
- 2014: Премия  Аргентинской академии кинематографических искусств и наук («Апрель в Нью-Йорке») — лучшая новая актриса (номинация)